# Baštanka
Baštanka (in ucraino Баштанка?) è una città dell'Ucraina (12 180 abitanti) situata nel distretto di Baštanka, nell'oblast' di Mykolaïv. Ospita l'amministrazione del distretto di Baštanka e della comunità territoriale di Baštanka, una delle comunità territoriali dell'Ucraina.

## L'invasione dell'Ucraina da parte della Russia nel 2022
La mattina del 9 luglio 2022 la cittadina compresa la zona circostante è stata attaccata e ci sono stati 24 morti.